# Sélim II
Pour les articles homonymes, voir Selim (homonymie).
Sélim II Mest (« l'Ivrogne ») ou Sarı (« le Blond »), né à Constantinople le 30 mai 1524 et mort dans la même ville le 13 décembre 1574, est le 11e sultan ottoman et un calife de l’islam , fils et successeur de Soliman le Magnifique et de son épouse Roxelane. Il règne de 1566 à 1574.
Son règne correspond à l'apogée de la puissance ottomane et au début de son lent déclin.

## Biographie
Sélim II nait à Constantinople le 30 mai 1524, troisième fils et le quatrième des six enfants de Soliman Ier et de son épouse Khürrem Sultan qui accouche lors des festivités célébrant le mariage du Grand vizir Ibrahim Pacha. Il reçoit son premier poste de gouvernement en 1542, à 18 ans, en tant que sandjak bey de Karaman et part donc pour Konya. Après la mort de son frère aîné Mehmed, il est transféré en 1544 à Manisa pour succéders à ce dernier, mais retourne à Konya en 1558.
En 1559, il défie son frère Bayezid à Konya, et reste donc le seul héritier de Soliman, son autre frère Mustafa ayant été exécuté en 1553. Il épouse sa favorite Nur-Banu Sultan, dont il a trois filles et un fils Mourad III, amené à lui succéder.
Sélim II monte sur le trône de l'Empire ottoman à la mort de son père Soliman le Magnifique ; son avènement est marqué par des mouvements séditieux au sein des janissaires.
Il signe un traité de paix avec l'Autriche en 1568 et renforce son pouvoir en Moldavie et en Valachie. Il établit des relations amicales avec Tahmasp Ier, chef séfévide d'Iran. L'invasion de Chypre par les Ottomans provoque la formation d'une ligue aboutissant à la défaite de Lépante en 1571. Mais l'année suivante, une nouvelle flotte ottomane force Venise à reconnaître l'hégémonie ottomane. En 1574, avec cette nouvelle flotte, la Tunisie est reprise à l'Espagne de Philippe II. 
Selim II est le premier sultan ottoman à mourir à Constantinople, le 13 décembre 1574, des suites d'une mauvaise chute dans le hammam de son palais. Son fils Mourad qui lui succède, tandis que ses cinq fils cadets sont exécutés, puis enterrés à ses côtés dans son tombeau érigé dans la cour de l'ancienne basilique Sainte-Sophie, transformée en mosquée durant la période ottomane. Puis à nouveau transformée en mosquée par Recep Tayyip Erdogan de nos jours.

## Réalisations architecturales
Il fait réaliser des travaux de restauration à La Mecque, édifier de nouveaux minarets et contreforts à Sainte-Sophie et construire la mosquée qui porte son nom à Edirne.

## Postérité
Plusieurs portraits furent réalisés pour Selim II dont un par le célèbre portraitiste  Nigari.